# Cmentarz wojenny nr 21 – Warzyce
Cmentarz wojenny nr 21 – Warzyce – zabytkowy cmentarz z I wojny światowej, zaprojektowany przez Johanna Jägera, znajdujący się w gminie Jasło we wsi Warzyce.
Na cmentarzu pochowanych jest łącznie 54 żołnierzy poległych w pomiędzy 7 a 16 maja 1915 roku:
- 9 Austriaków z następujących jednostek: 27 Pułk Piechoty Austro-Węgier
- 20 Rosjan z następujących jednostek: 241 Siedlecki Pułk Piechoty, 242 Łukowski Pułk Piechoty, 243 Chełmski Pułk Piechoty, 244 Krasnostawski Pułk Piechoty i 27 Witebski Pułk Piechoty
- 25 Niemców z następujących jednostek: 1 Pułk Grenadierów im. następcy tronu (1 Wschodniopruski), 3 Pułk Grenadierów im. Króla Fryderyka Wilhelma II (2 Wschodniopruski), 4 Pułk Grenadierów im. Króla Fryderyka Wielkiego (3 Wschodniopruski)

Obiekt znajduje się w środku wsi, przy drodze do Lubli i jest zachowany w bardzo dobrym stanie. Ma kształt prostokąta. Cmentarz został częściowo zrekonstruowany. Postawiono nowe krzyże zgodne z oryginałem. Krzyże mają wyjątkowy charakter tworzą je dwa wyrzeźbione w drewnie miecze. Na cmentarzu znajduje się także kamienny pomnik zwieńczony drewnianym krzyżem. Na postumencie widnieje napis:
WANDRER HEMME DEN SCHRITT SCHENKE MINUTEN DER ANDACHT HELDEN,
DIE FRIEDLICH HIER RUHN HELPEN DIE STARBEN FÜR DICH
      Hans Hauptmann
Na cmentarzu znajdowały się groby pojedyncze i groby zbiorowe. Na grobach pojedynczych umieszczone były mniejsze krzyże drewniane, a na grobach zbiorowych większe. Spośród 54 pochowanych żołnierzy znana jest tożsamość 35.